# 發泡酒

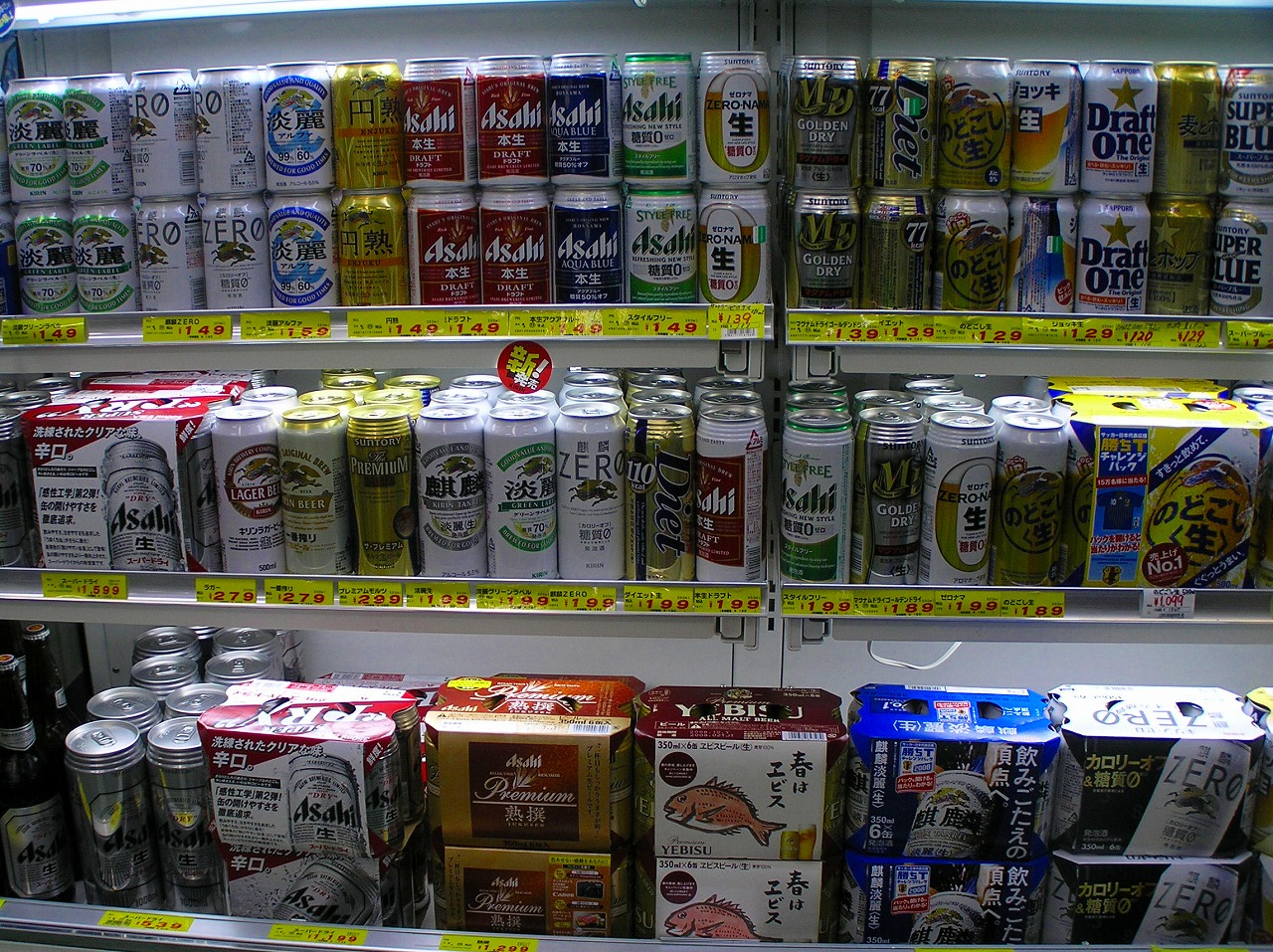
販賣於超市的發泡酒

發泡酒，因應日本酒稅法規定而衍生出的一種酒。其風味類似於啤酒，但是使用的原料較少，大麥成份低於70%，不符合日本酒稅法上對啤酒的定義，因此適用較低稅額。因其味道較薄，苦味較輕，價格也比較便宜，特別受到日本女性消費者的喜愛。

## 概論
在1990年代之後，日本開始釀造這類啤酒。使用的原料較少，使它的成本較低，其價格也較低廉，味道沒有像正統啤酒那麼醇厚或苦澀，較為薄而順口。因為不符合酒稅法上對啤酒的定義，所以在法律上創造了發泡酒這個分類，用來定義這類酒精飲料。因為在法律上不把這種酒精飲料當成啤酒，這類飲料需要負擔的稅較輕，在包裝上要清楚說明這類飲料屬發泡性，非標準啤酒。